# Blättla
Blättla (westallgäuerisch: ts Bletla, ins Bletla) ist ein Gemeindeteil des Markts Weiler-Simmerberg im bayerisch-schwäbischen Landkreis Lindau (Bodensee).

## Geographie
Der Weiler liegt circa drei Kilometer nordöstlich des Hauptorts Weiler im Allgäu am Fuße des Sinkersberg und zählt zur Region Westallgäu. Östlich von Blättla liegt Ellhofen. Westlich der Ortschaft verläuft die Queralpenstraße B 308.

## Ortsname
Der Ortsname stammt vermutlich von einem Flurnamen, der eine Verkleinerungsform des Worts Platte darstellt. Wahrscheinlich eine Brand-, Kohl- oder Kälberplatte.

## Geschichte
Es könnte sein, dass der Ort identisch mit dem im Jahr 872 erwähnten Sindkerisriod am Sinkenberg ist. Die heutige Siedlung war vermutlich bis ins 18. Jahrhundert eine Einöde. Blättla wurde erstmals im Jahr 1885 im Ortsverzeichnis mit sechs Wohngebäuden urkundlich erwähnt. Der Ort gehörte einst der Gemeinde Ellhofen an.